# スヴャトスラフ・ヤロスラヴィチ (トヴェリ公)
スヴャトスラフ・ヤロスラヴィチ（ロシア語: Святослав Ярославич、? - 1282年もしくは1285年）は、トヴェリ公ヤロスラフの長男である。トヴェリ公（在位：1271年 - 1282年もしくは1285年）。
出生年並びに正確な没年は不明である。1272年から1276年にかけての、ノヴゴロド公国をめぐるペレヤスラヴリ・ザレスキー公ドミトリーとコストロマ公ヴァシリーの闘争において、ヴァシリー陣営に加勢した。ヴァシリーが1276年に死亡した後も、トヴェリ公国とペレヤスラヴリ・ザレスキー公国との紛争は1290年代初頭まで継続したが、1282年のドミトロフへの遠征に関する記述を最後に、スヴャトスラフの名は年代記上に現れなくなる。